# The Night Sky
«The Night Sky» — песня, написанная и исполненная британской рок-группой Keane. Сингл был выпущен в целях благотворительности для помощи организации War Child. Для скачивания он был доступен с 22 октября, а 29 октября был издан Island Records на CD. Он также вышел в формате USB и был третьим из синглов Keane, выпущенным в таком формате.
Сингл был сочтён неприемлемым для Чарта синглов Великобритании в связи с тем, что внутри конверта 7" винила содержался свободно распространяемый плакат. В Великобритании это были рассмотрено, как «бесплатные подарки», в результате чего все синглы на виниле, содержащие в себе эти плакаты, были дисквалифицированы из чартов.
Вместе с выпуском сингла проводился конкурс, чтобы выиграть программку выступления, подписанную всеми артистами, которые участвовали в благотворительном концерте для War Child в Brixton Academy. Это так же не позволило синглу попасть в чарты Британии, поскольку служило большим стимулом к его покупке. Продажа сингла в формате USB также считается основанием для его дисквалификации из чартов, так как они не признают данный формат, в котором было издано несколько синглов Keane.
В Мексике «The Night Sky» был издан под названием «Under Pressure», хотя в 2008 вышел ещё раз, уже с оригинальным заглавием.

## Списки композиций

### CD
1. «The Night Sky»
2. «Under Pressure»
3. «Put It Behind You» (Ffrisco Mix)

### Ограниченная серия 7" винил
1. «The Night Sky»
2. «Under Pressure»

### Релиз на USB
1. «The Night Sky»
2. «Under Pressure»
3. «Put It Behind You» (Ffrisco Mix)

### Скачивание
1. «The Night Sky (Радио-версия)»
2. «The Night Sky»
3. «Under Pressure»
4. «Put It Behind You» (Ffrisco Mix)
5. «The Night Sky (Демо)»

## Информация о песне
Песня была написана с детской точки зрения на войну, оказавшись, таким образом, весьма подходящей сфере деятельности организации War Child.
Она была написана клавишником группы, Тимом Райс-Оксли, в конце 2005 года и должна была быть включена во второй альбом группы Under the Iron Sea, но 14 марта 2006 была вычеркнута из трек-листа.

## Би-сайд

### Under Pressure
Эта песня является кавером на оригинал 1981 года, исполненный тогда Дэвидом Боуи и группой Queen. Keane записали этот трек к 40-летию BBC Radio 1.

В этом кавере певец Том Чаплин держит самый высокий тон, достигнутый им в записи (A5) на четыре секунды дольше, чем Меркьюри в оригинальной версии Queen.

## Технические характеристики треков
| Песня                             | Длительность | Темп   | Ключ         | Time signature | Жанр        |
| «The Night Sky»                   | 5:03         | 72bpm  | A (La major) | 4/4            | Баллада     |
| «Under Pressure»                  | 3:50         | 95bpm  | D (Re major) | 4/4 on 8 beats | Рок         |
| «Put It Behind You (Ffrisco mix)» | 5:43         | 138bpm | C (Do major) | 4/4            | Электроника |

## Позиции в чартах
| Страна   | Высшая позиция      |
| -------- | ------------------- |
| Мексика* | #1 (Under Pressure) |

- С 16 февраля по 23 февраля 2008 года.